# アンバサダーホテル

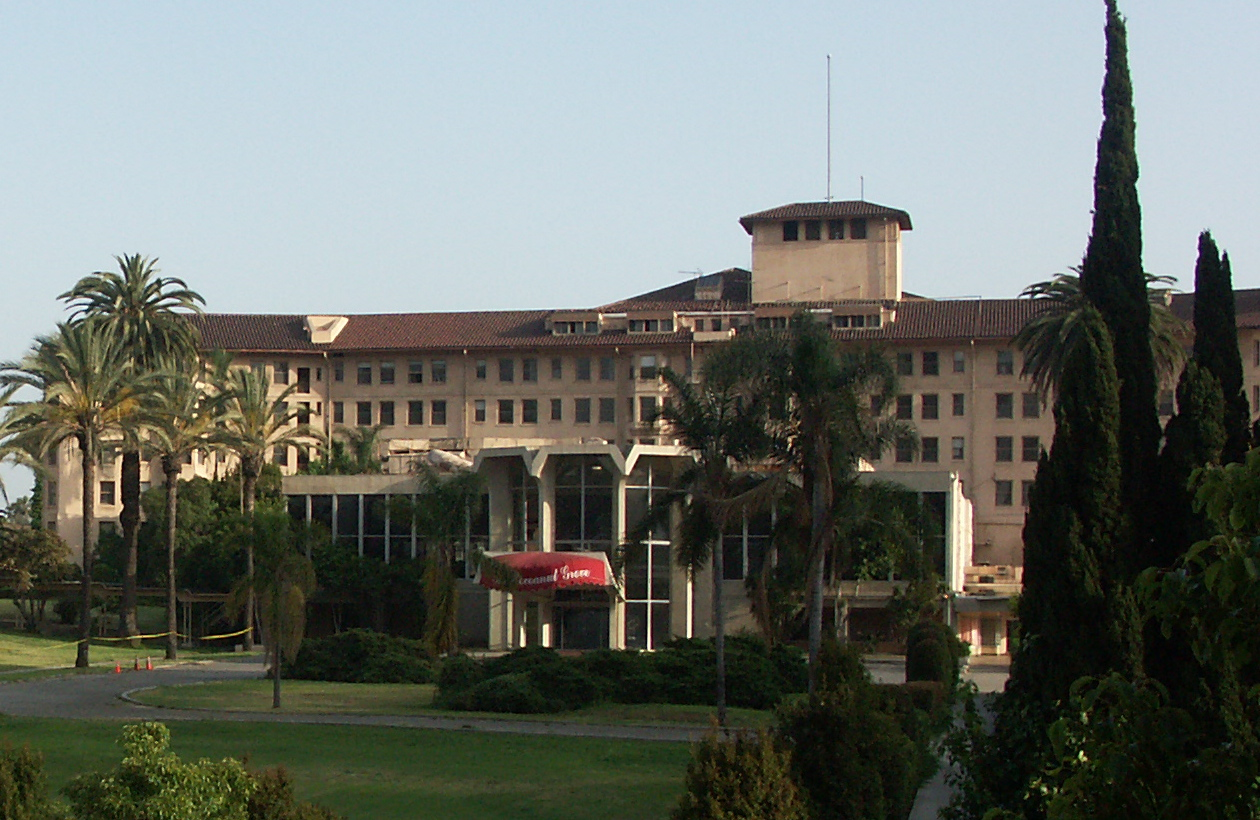
アンバサダーホテル（2004年）

アンバサダーホテル(英語: The Ambassador Hotel)は、アメリカ合衆国のカリフォルニア州ロサンゼルスにあったホテルである。

## 概要
1921年1月1日に開業。以降ロサンゼルス有数の高級ホテルとして親しまれ、1943年にアカデミー賞の授賞式会場にも選ばれた。
1968年6月5日には、大統領予備選を戦っていたロバート・ケネディが、サーハン・ベシャラ・サーハンに調理場で銃撃された（ケネディは翌日に死去。ロバート・ケネディ暗殺事件参照）。